# Piktischer Symbolstein

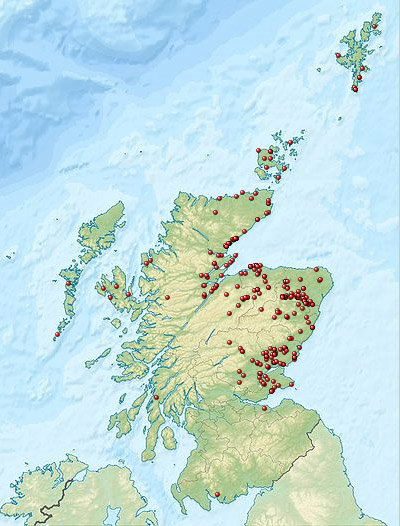
Verbreitung piktischer Symbolsteine

Die Steinmonumente, die als Piktische Symbolsteine (englisch Pictish oder Sculptured Stones) bezeichnet werden, entstanden im östlichen und nördlichen Schottland zwischen dem Ende der römischen Herrschaft (ab 300 n. Chr.) und der Bildung eines gemeinsamen Königreichs zusammen mit den irischen Skoten ab 840. Zu der Funktion der Steine und der Bedeutung der eingravierten bzw. in Relieftechnik ausgemeißelten Symbole gibt es bis heute eine lebhafte wissenschaftliche Diskussion. Derzeit sind etwa 350 Steine bekannt, es werden aber immer wieder neue entdeckt, so 2011 auf der Black Isle und 2019 bei Conon Bridge.

## Vorrömische Zeit

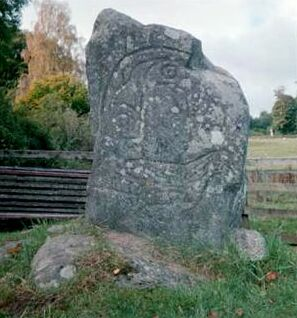
Eagle Stone von Strathpeffer

In Irland wurden verzierte Menhire bereits in der Eisenzeit aufgestellt, aus Schottland sind solche Verzierungen von dekorativ aufgestellten Steinen hingegen unbekannt. Frühe Petrogplyphen an Steinen in natürlicher Fundlage zeigen zumeist schalenförmige Vertiefungen, konzentrische Ringe und Linien. Erst aus der Zeit der römischen Besatzung wurde bildhauerisch bearbeiteter Stein im öffentlichen Raum (Antoninuswall) gefunden. Die dadurch initiierten heimischen Stile helfen, die Territorien der Völker im frühmittelalterlichen Schottland abzugrenzen: Pikten, Skoten, Briten und Angeln.

## Klassifikation
In „The Early Christian Monuments of Scotland“ (1903) klassifizierten J. Romilly Allen und Joseph Anderson die Steine in drei Klassen. Kritiker haben Schwächen in dem System festgestellt, aber es wird weithin verwendet.
- Class 1: Unbearbeitete Steine mit charakteristischen eingeschnittenen Symbolen. Es gibt keine christliche Symbolik, d. h. die Verzierungen stammen vermutlich aus der Zeit vor bzw. während der Christianisierung, die in Schottland um 550 begann. (Clach a’ Mheirlich, High Keillor, Inchyra Stone[4] und Sandness - Shetland[5]).
- Class 2: Steine mit mehr oder weniger rechteckiger Form mit einem großen Kreuz und ein- oder beidseitigen Symbolen. Die Symbole, sowie die christlichen Motive, sind als Reliefs erstellt und das Kreuz mit seiner Umgebung ist mit ornamentalen Mustern gefüllt. Diese Steine stammen vermutlich aus dem 8. und 9. Jahrhundert.
- Class 3: Diese Steine tragen keine piktischen Symbole mehr, wurden also wahrscheinlich nach Abschluss der Christianisierung bzw. nach dem Ende einer eigenständigen piktischen Identität bearbeitet. Es können Kreuzplatten, Grabsteine oder freistehende Kreuze sein.

## Symbolik
Der Satz piktischer Symbole umfasst etwa drei Dutzend Designs. Ein kleiner Teil davon sind erkennbare Objekte und Kreaturen, aber die meisten sind abstrakte geometrische Motive, deren Bedeutung rätselhaft bleibt.

Abstrahierte Piktische Designs
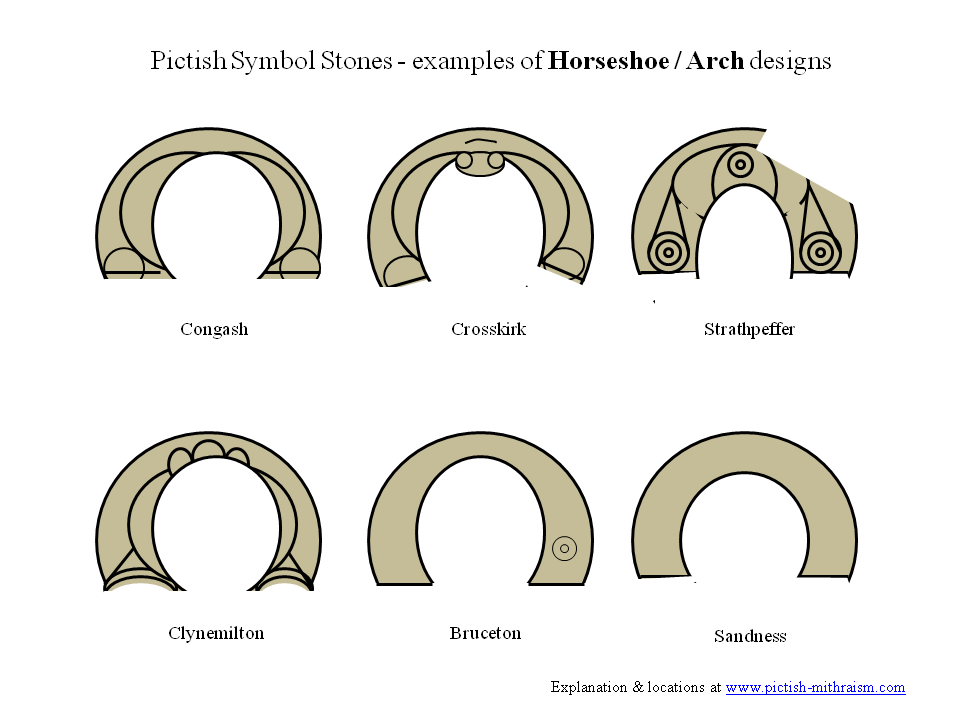
Hufeisen
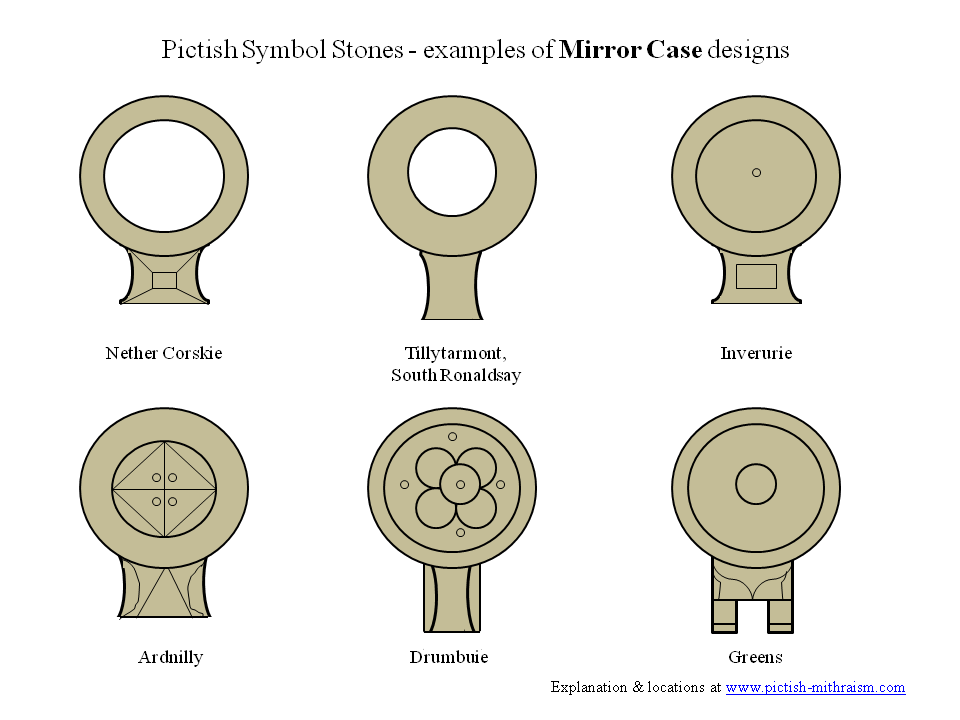
Spiegel
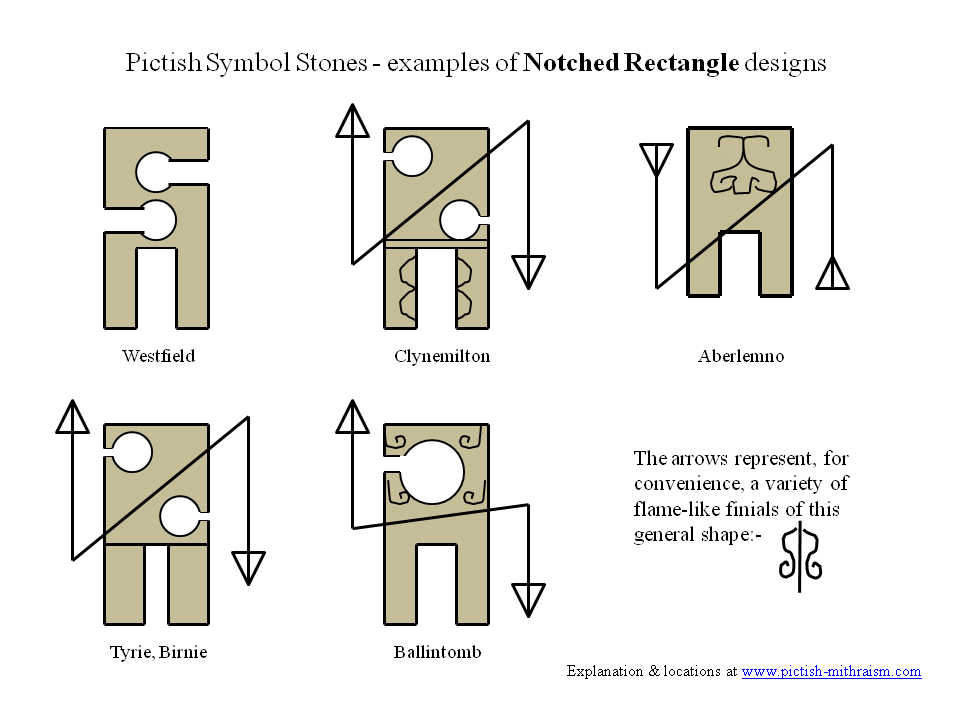
Rechtecke (Notched Rectangle) und Z-Stäbe
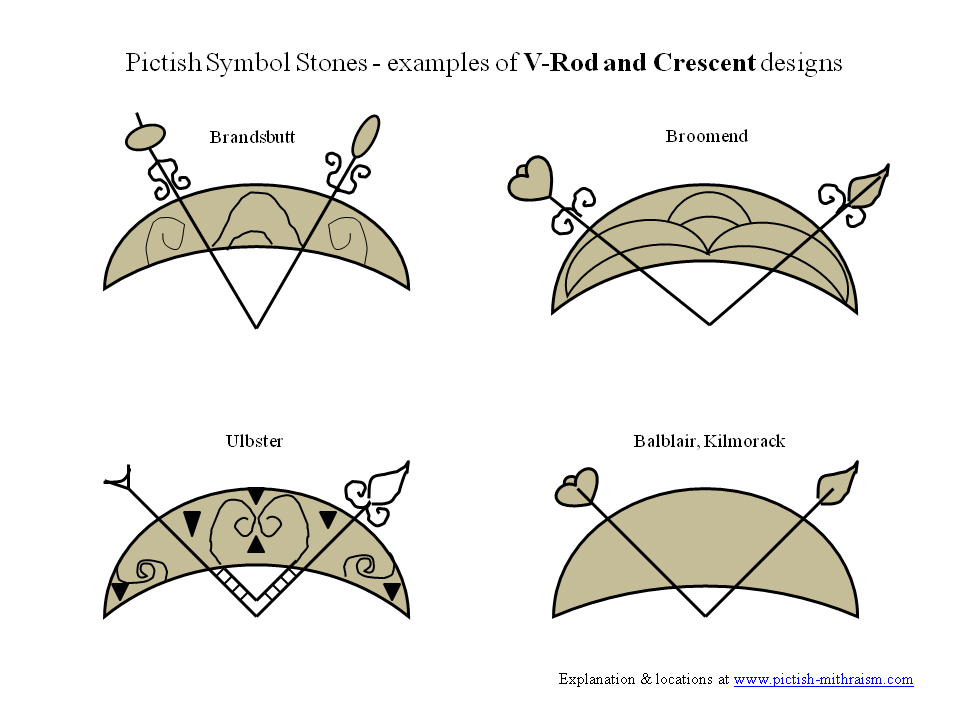
V-Stab und Halbmond
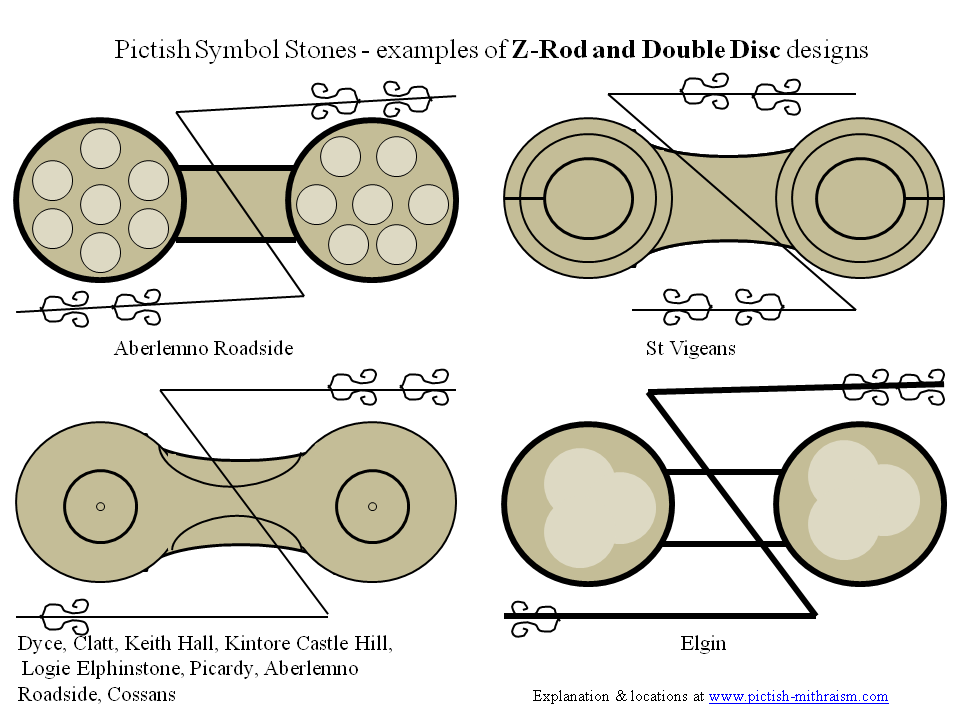
Z-Stab und Doppelscheibe

Als bedeutsam gelten in erster Linie die den Klassen 1 und 2 zuzuordnenden Steine mit nicht-christlichen Symbolen. Sie werden in der Regel der endemischen piktischen Bevölkerung zugeschrieben. Die Steine sind im agrarisch gut nutzbaren, küstennahen Bereich zu finden, nicht jedoch direkt an der Küste. Fundorte sind einerseits Kirchhöfe und andererseits Agrarflächen an Siedlungsgrenzen. Diese Verteilung könnte auf eine Nutzung als Grabsteine bzw. als Weihesteine an vorchristlichen Kultstätten hindeuten.
Die Steine zeigen, neben wenigen naturalistischen Darstellungen (Schlacht bei Dunnichen Mere), vor allem symbolische Motive, darunter als Kernsymbole meist paarig auftretende abstrakte Bildsymbole bzw. Tierdarstellungen. Die häufigsten Symbole werden heute als Halbmond und V-Stab sowie als Doppel-Scheibe und Z-Stab (Alyth church) bezeichnet. Über die Deutung der Symbole wurden viele Theorien aufgestellt. Sie umfassen Aussagen über politische Ehebündnisse, Aufzeichnungen über territoriale Grenzen und Denkmäler für Würdenträger. Gegen eine Interpretation als Clan-Zeichen spricht der Umstand, dass die häufigsten Symbole im gesamten Verbreitungsgebiet auftreten und dass dort immer auch andere Symbole zu finden sind. Sprachwissenschaftliche Untersuchungen neigen dazu, die piktischen Symbole als Worte bzw. Namen zu deuten. Da es jedoch keine längeren Symbolfolgen (Texte) gibt, kann der Sinn kaum erschlossen werden.
Touristisch zugängliche Symbolsteine finden sich in Aberlemno, (Angus) und Strathmiglo (Fife) und in den Museen von Dunrobin, Forfar, Dundee, Inverness und St. Vigeans (Angus).

Piktische Designs
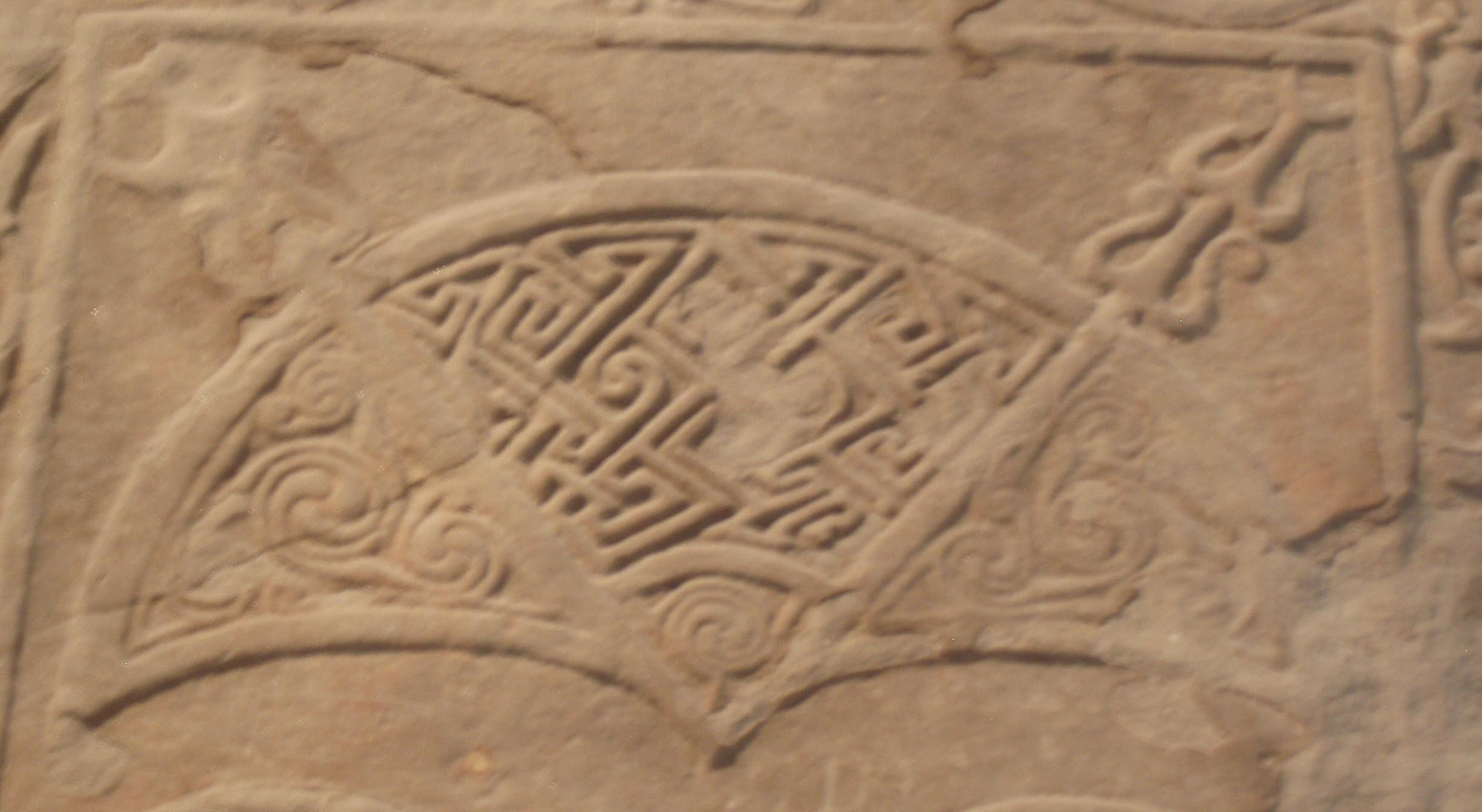
Halbmond mit V-Stab
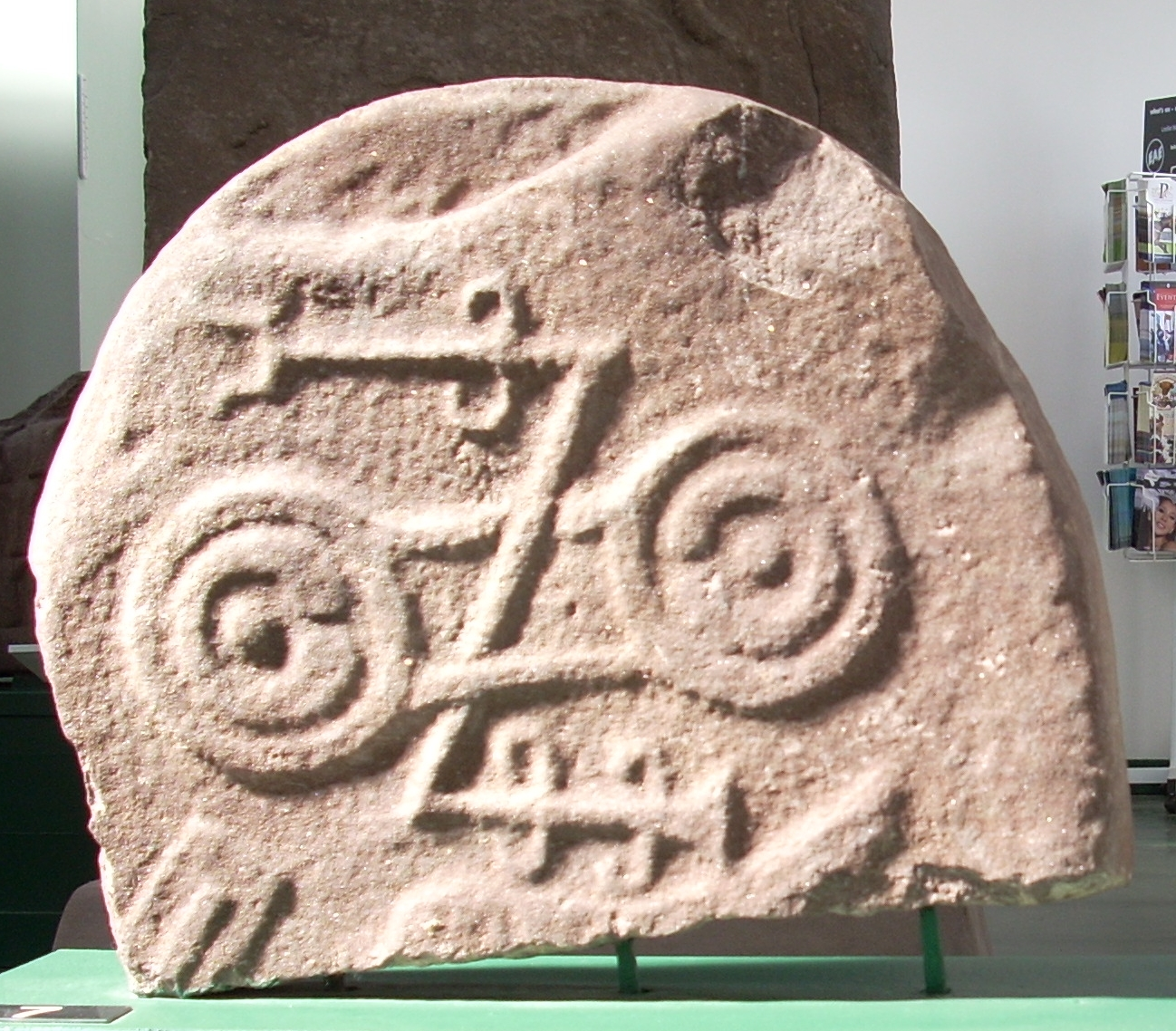
Museum Meigle – Doppel-Scheibe mit Z-Stab
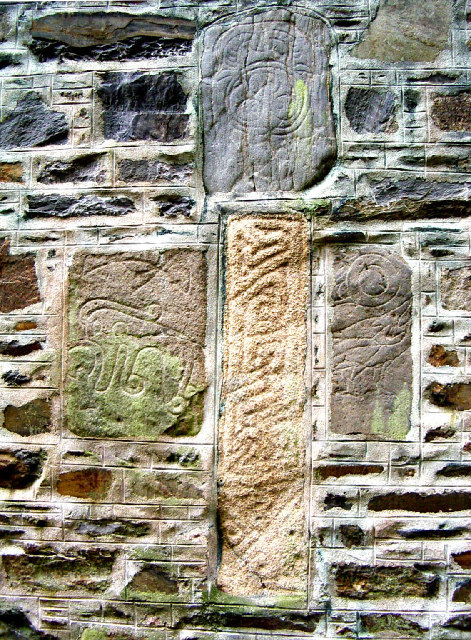
Bruchstücke in der Mauer der Kirche von Fyvie
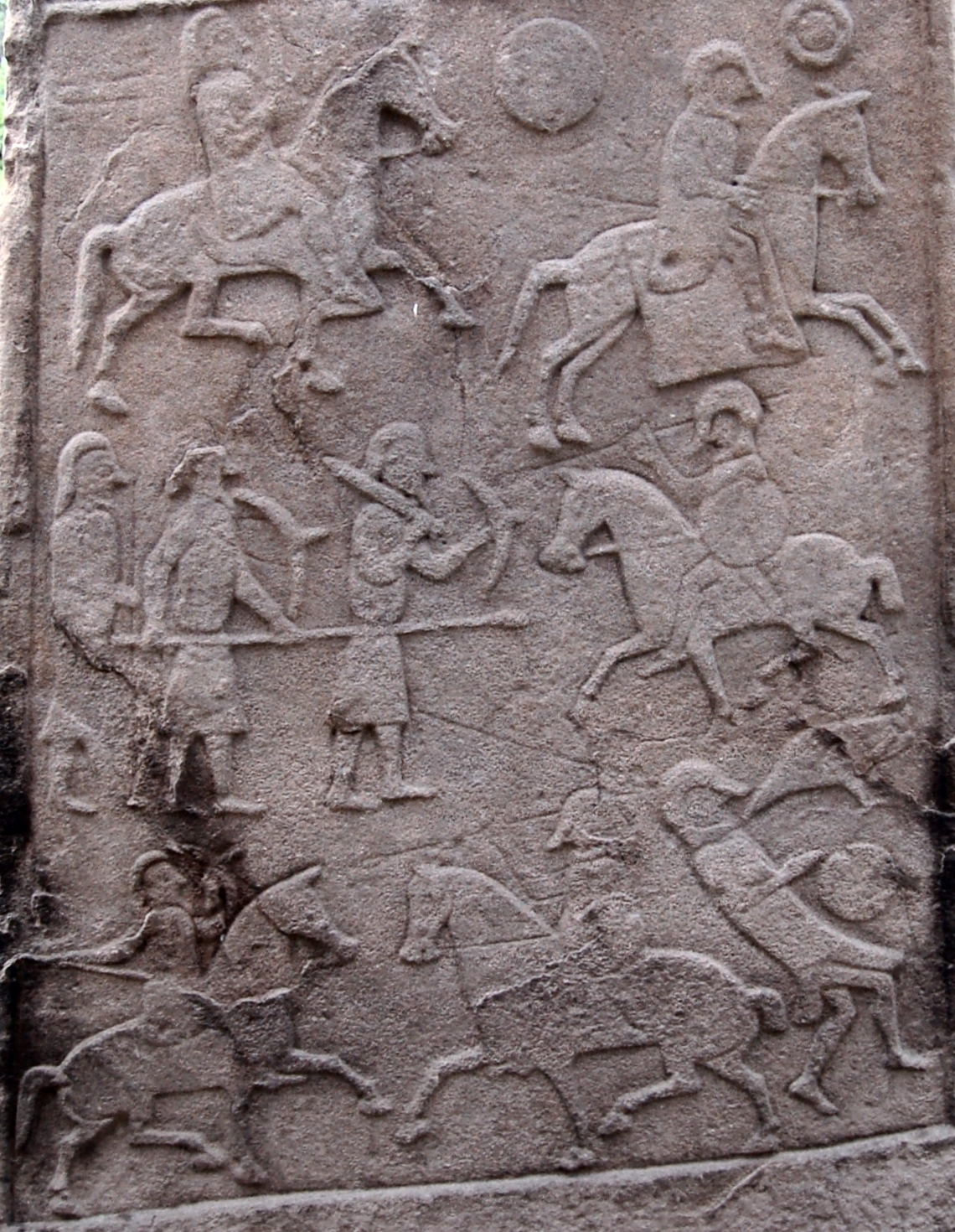
Detail von Aberlemno
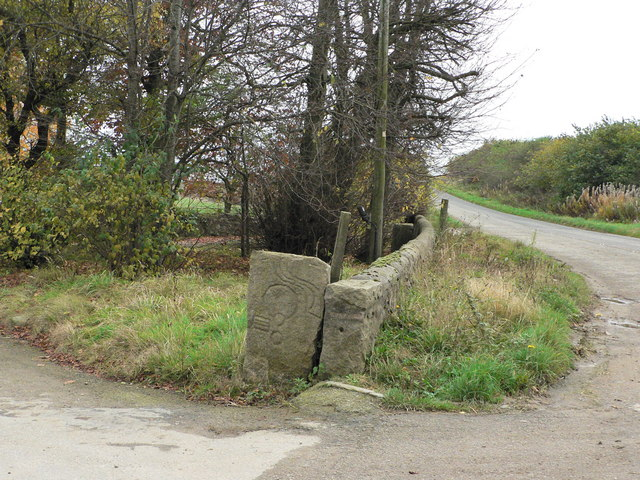
Drimmies
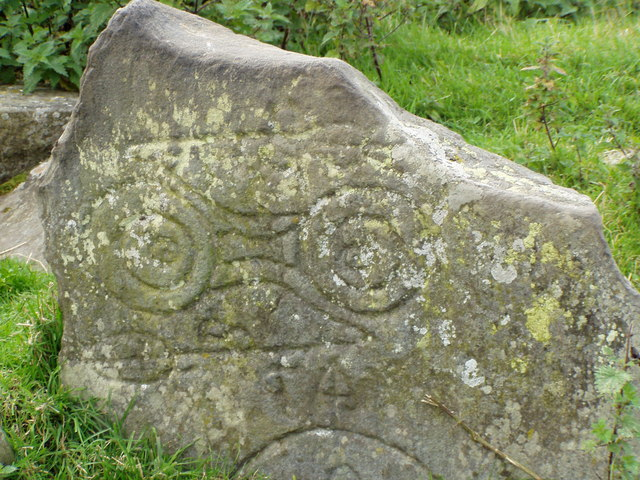
Congash Stone
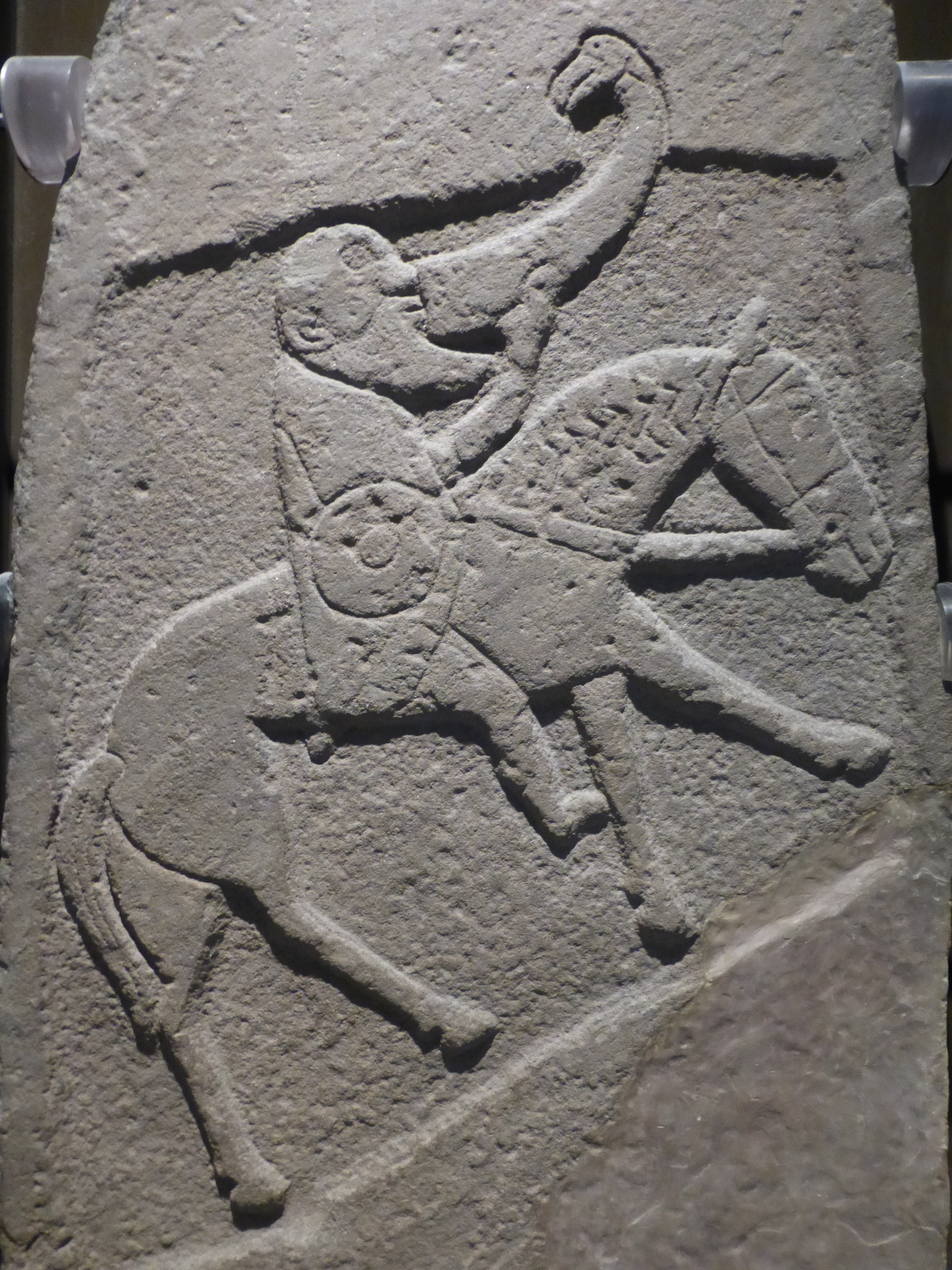
Bullion Stone
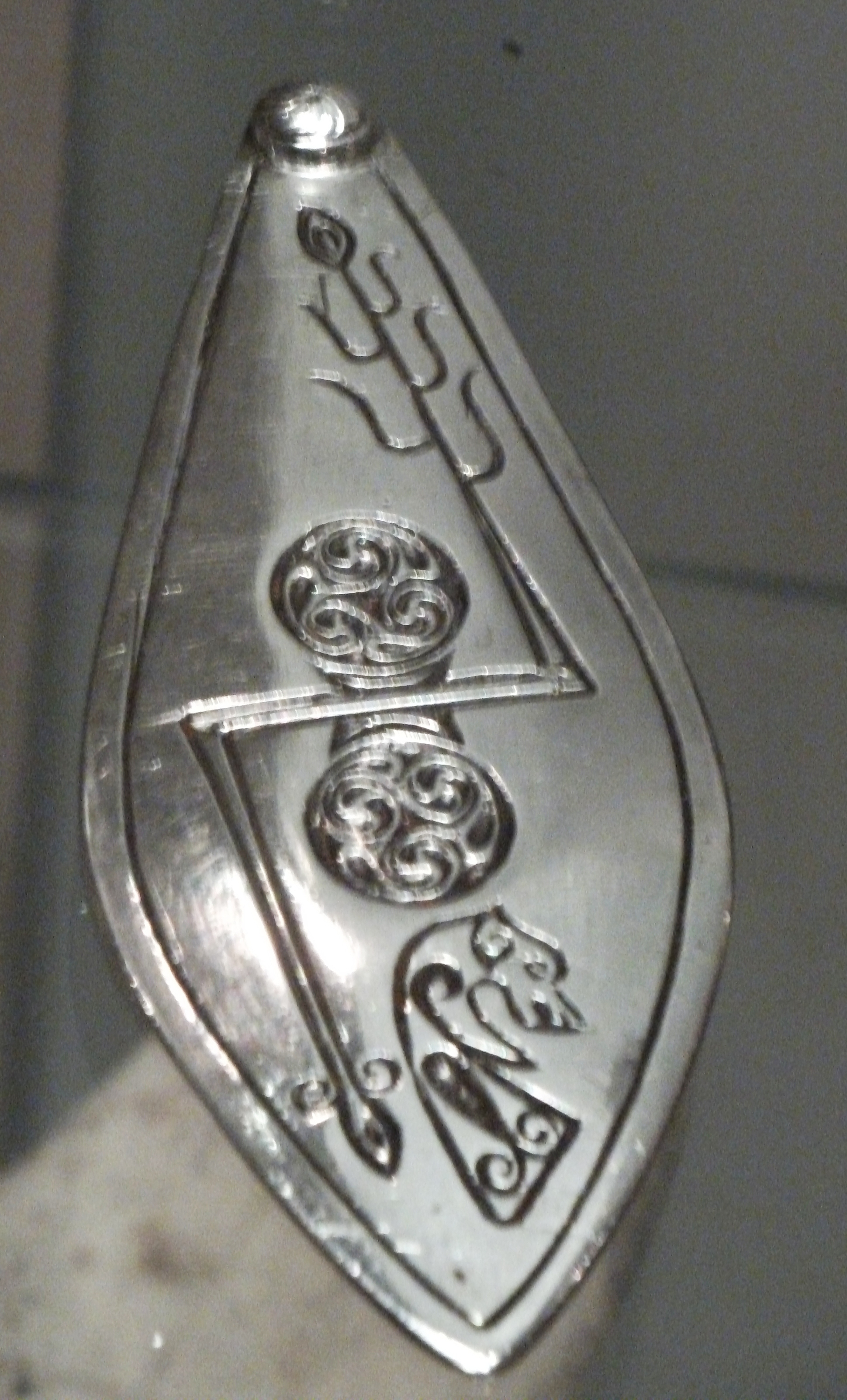
Amulett aus dem Silberhort von Norrie’s Law, mit Doppelscheibe, Z-Stab und Pictish Beast

Piktische Symbole wurden auch auf den Wänden einiger Höhlen von East Wemyss in Fife gefunden. Stiere wurden in die Mauern von Burghead Fort, dem großen piktischen Burgwall in Moray, eingefügt. Die Bedeutung dieses Gebietes mit seinen Häfen und dem reichen Hinterland wird durch die Häufung von Symbolsteinen widergespiegelt. In der Nähe liegt Covesea, die Höhle des Bildhauers, benannt nach den Petroglyphen auf den Wänden, wovon einige Pikten-Symbole sind. Die um den Höhleneingang platzierten Symbole schließen das dreifache Oval, den Halbmond und den V-Stab ein. Ausgrabungen haben gezeigt, dass diese große Höhle wenigstens zwei Phasen von Aktivität erlebte, eine frühe im ersten Jahrtausend v. Chr. und eine späte in der frühen Piktenzeit. Der nördlichste Symbolstein ist der Wolfsmensch von Mail, gefunden bei Cunningsburgh auf Shetland. Auf Orkney finden sich 11 Steine. Lediglich neun stehen in der Westhälfte Schottlands. An der Straße stehende Steine sind z. B. Clach Ard auf der Isle of Skye und der Maiden Stone bei Pitcaple.

## Verbreitung
Die erhaltenen Steine befinden sich, mit wenigen Ausnahmen, zwischen dem Firth of Forth im Süden und Orkney im Norden entlang der Ostküste. Elisabeth A. Alcock (1988) teilt das Fundgebiet in sieben Zonen mit insgesamt 165 Steinen auf, wobei der Schwerpunkt in Aberdeenshire liegt (62 Steine).
In der neolithischen Siedlung von Pool, auf Sanday, Orkney, wurden vier Steine aus schwarzem glimmerhaltigem Siltstein aus der Zeit zwischen dem 26. und 24. Jahrhundert v. Chr. gefunden. Sie ähneln den auf der Isle of Man gefundenen Plaketten.

## Datierung

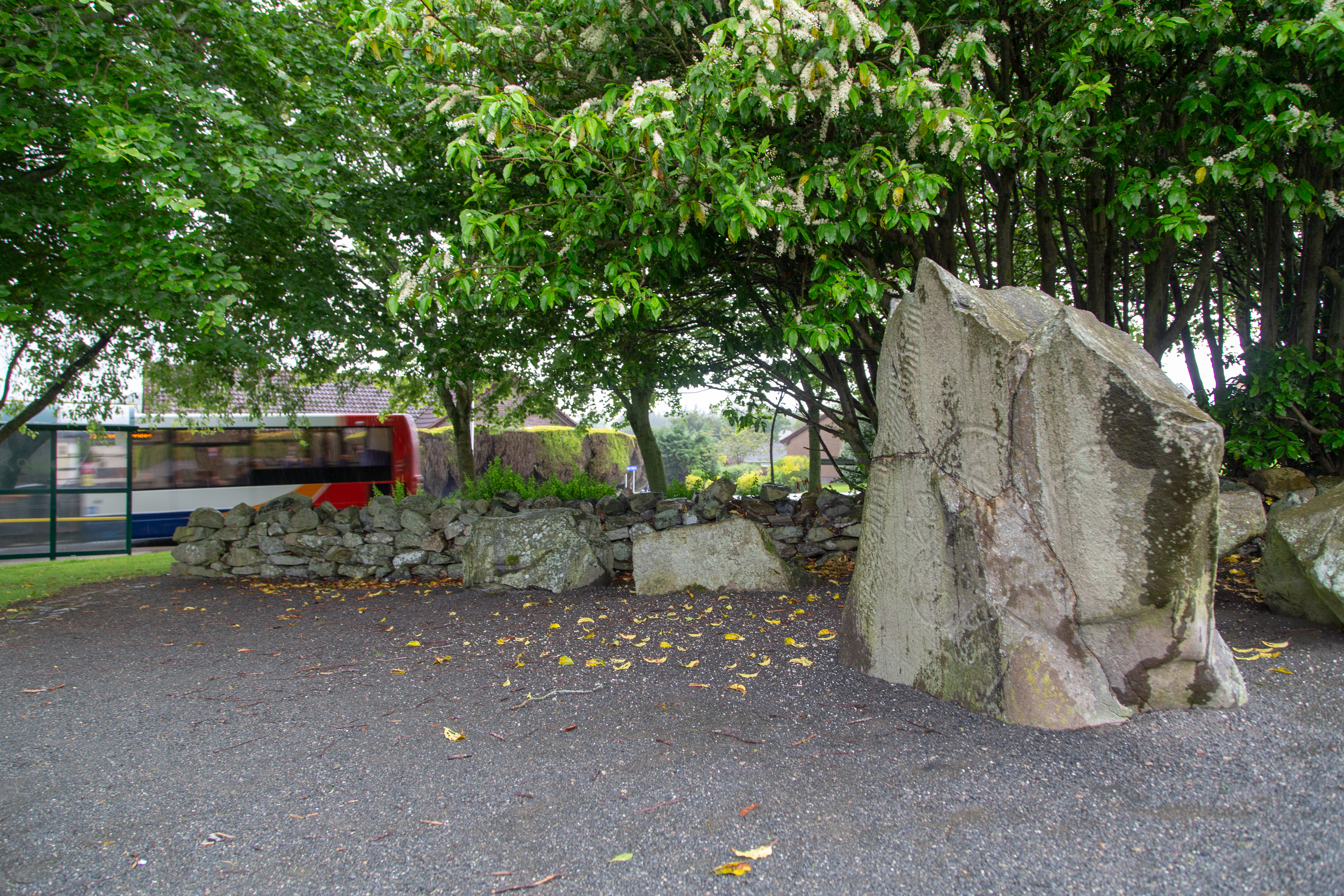
Brandsbutt Symbol Stone

Kunsthistorisch wurde festgestellt, dass die ersten Symbolgravuren auf das 6. und 7. Jahrhundert zu datierten sind (Brandsbutt, Crichie, Inverurie, Kintore Kirkyard, Picardy Stone und Tullich). Dies wird durch eine Radiokarbon-Datierung auf die Mitte des 6. Jahrhunderts gestützt. Im häuslichen Kontext wurde bei Pool auf der Insel Sanday, Orkney, ein sehr roher Symbolstein gefunden. Die Symbole wurden zuvor vielleicht auf organische Materialien wie Holz und Leder aufgebracht oder auch tätowiert, wobei das Spekulation ist. Bisher wurde keine Spur von Farbe auf den Steinen gefunden. Vermutlich wurde aber Farbe benutzt, um die Symbolbilder zu betonen.
Im späten 8. und 9. Jahrhundert erscheinen im Piktengebiet Steine mit christlichen Motiven neben den heidnischen Symbolen (Maiden Stone, Migvie Stone). Sie zeigen, dass die Pikten Zugang zu christlicher Ikonographie gefunden hatten. Die biblische Geschichte von David war ein Favorit in den Darstellungen: im steinernen Schrein von St. Andrew ist diese beeindruckend gestaltet. Motive wie Daniel in der Löwengrube oder Paulus und Antonius, die Brot in der Wüste brechen, kommen ebenso vor.